# Zgribești, Timiș
Zgribești este un sat în comuna Știuca din județul Timiș, Banat, România.

## Localizare
Este o localitate situată la limita dintre județele Timiș și Caraș-Severin, într-o zonă de deal. Are legături rutiere cu centrul de comună, satul Știuca, aflată la 4 km nord, pe drumul județean 584 și cu Sălbăgel pe un drum comunal în direcția nord-est. Înspre sud drumul județean merge mai departe spre localitatea vecină Zorlențu Mare din Caraș-Severin.

## Istorie
Localitatea Zgribești este atestată documentar din anul 1584, în documente legate de un proces al unui proprietar local numit Ioan Zgriba. Satul a fost locuit neîntrerupt de români ortodocși. Pâna la reorganizarea administrativ-teritorială din anul 1968, Zgribești a fost centrul comunei cu același nume, cu satele aparținătoare: Sălbăgel, Zorile, Zorlincior. Comuna a fost desființată iar localitatea a fost anexată la comuna Știuca.

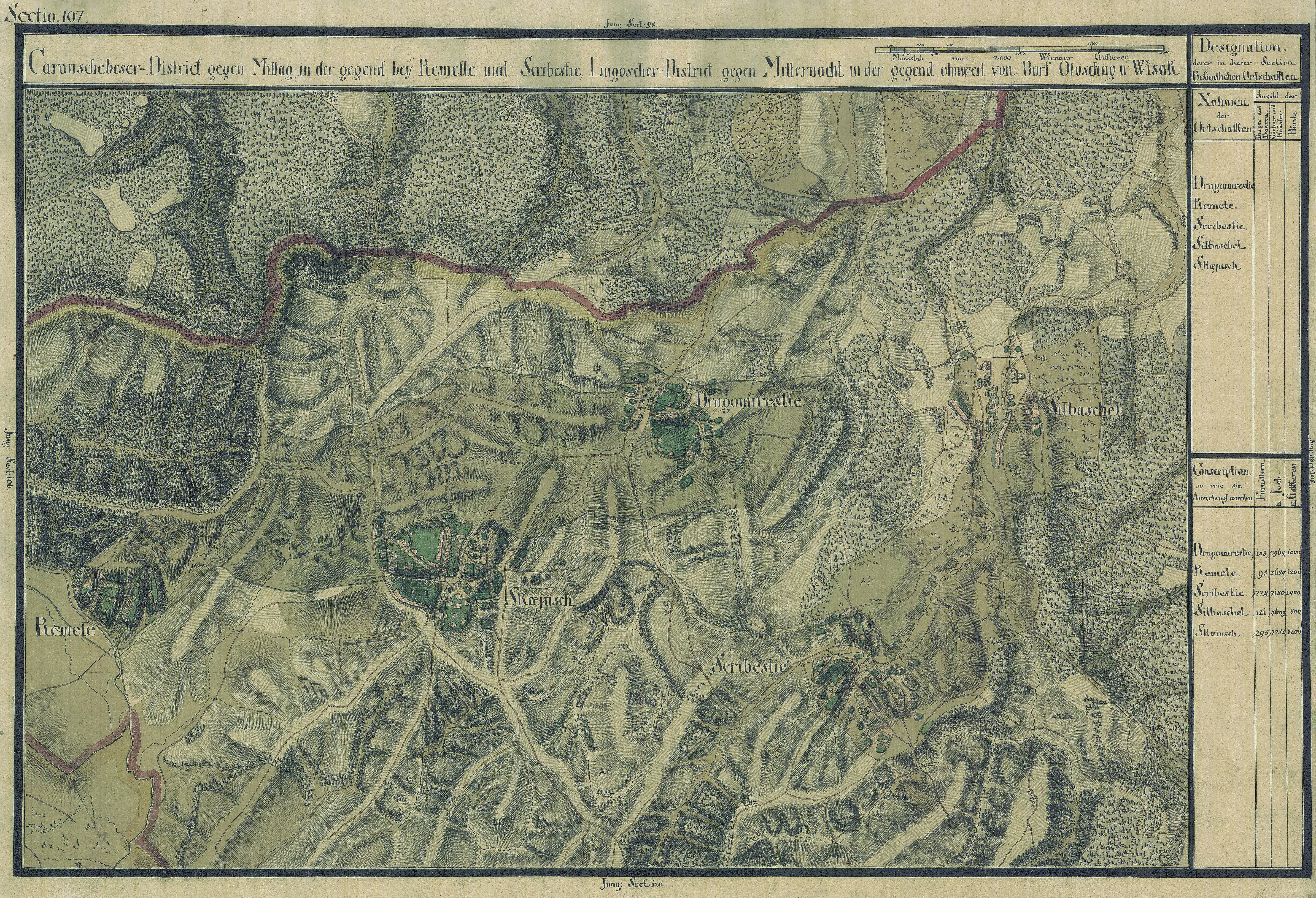
Zgribeşti în Harta Iosefină a Banatului, 1769-72

## Populația
Conform recensământului din 2002, populatia totală a localității Zgribești era de 298 de locuitori, din care 269 de români și 29 de ucraineni.